# Breitenbach (Schmalkalden)
Breitenbach ist ein Ortsteil der Stadt Schmalkalden im Landkreis Schmalkalden-Meiningen in Thüringen.

## Lage
Breitenbach liegt südöstlich von Schmalkalden in einem Seitental des Stillergrundes. Dieses Seitental findet zwischen Mittelstille und Springstille und mit der Landesstraße 2613 Anschluss an das Tal Richtung Kernstadt, in dem die Landesstraße 1118 verläuft.

## Geschichte
Breitenbach wurde erstmals am 10. Mai 1183 erwähnt. Die Gemeinde geht von 1285 aus. Das Dorf wurde im Laufe der Zeit öfter zu wichtigen Ereignissen urkundlich erwähnt. Der Ort gehörte zum Amt Schmalkalden der hessischen Herrschaft Schmalkalden.
1974 wurde Breitenbach in Mittelstille eingemeindet. Gemeinsam traten sie dann der Stadt Schmalkalden bei.

### Einwohnerentwicklung
- 1585: 70
- 1910: 195
- 1948: 269
- 2012: 200[3]
- 2015: 178